# NGC 5052
NGC 5052 (również PGC 46131 lub UGC 8330) – galaktyka spiralna (S0-a), znajdująca się w gwiazdozbiorze Warkocza Bereniki. Odkrył ją John Herschel 10 kwietnia 1831 roku. Jest to galaktyka z aktywnym jądrem typu LINER.